# Pseudohydromys germani
Pseudohydromys germani és una espècie de mamífer rosegador de la família dels múrids. És endèmic de Papua Nova Guinea, on viu a altituds d'entre 1.300 i 1.570 msnm. Es tracta d'un animal insectívor. El seu hàbitat natural són els boscos montans. Es desconeix si hi ha cap amenaça significativa per a la supervivència d'aquesta espècie. L'espècie fou anomenada en honor del fotògraf i naturalista australià Pavel German.